# Nitrylfluorid
Nitrylfluorid ist eine chemische Verbindung aus der Gruppe der Nitrylverbindungen und Fluoride. Sie wurde 1905 zuerst von Henri Moissan synthetisiert und 1929 durch Otto Ruff erstmals untersucht.

## Gewinnung und Darstellung
Nitrylfluorid kann durch eine zweistufige Reaktion gewonnen werden. Zuerst wird eine Lösung von Distickstoffpentoxid in Nitromethan mit Bortrifluorid und Fluorwasserstoff zu Nitroniumtetrafluoroborat umgesetzt. Dieses reagiert bei 240 °C mit Natriumfluorid zu Nitrylfluorid.
{\displaystyle \mathrm {N_{2}O_{5}+BF_{3}+HF\longrightarrow NO_{2}[BF_{4}]+HNO_{3}} }
{\displaystyle \mathrm {NO_{2}[BF_{4}]+NaF\longrightarrow NO_{2}F+NaBF_{4}} }
Auch eine direkte Reaktion von Distickstoffpentoxid mit Natriumfluorid ist möglich.
{\displaystyle \mathrm {N_{2}O_{5}+NaF\longrightarrow NO_{2}F+NaNO_{3}} }
Ebenfalls möglich ist die Darstellung durch Reaktion von Stickstoffdioxid mit Fluor.
{\displaystyle \mathrm {2\ NO_{2}+F_{2}\longrightarrow 2\ NO_{2}F} }

## Eigenschaften

Bindungslängen und -winkel von Nitrylfluorid

Nitrylfluorid ist eine als Gas und als Flüssigkeit farblose, im festen Zustand weiße, stechend riechende Verbindung, die von Wasser hydrolysiert wird. Es reagiert mit den meisten Metallen und Nichtmetallen, sowie heftig mit Ethanol, Ether, Benzol und Chloroform.

## Verwendung
Nitrylfluorid wird als Fluorierungs- und Oxidationsmittel verwendet.